# 807 (szám)
A 807 (római számmal: DCCCVII) egy természetes szám, félprím, a 3 és a 269 szorzata.

## A szám a matematikában
A tízes számrendszerbeli 807-es a kettes számrendszerben 1100100111, a nyolcas számrendszerben 1447, a tizenhatos számrendszerben 327 alakban írható fel.
A 807 páratlan szám, összetett szám, azon belül félprím, kanonikus alakban a 31 · 2691 szorzattal, normálalakban a 8,07 · 102 szorzattal írható fel. Négy osztója van a természetes számok halmazán, ezek növekvő sorrendben: 1, 3, 269 és 807.
A 807 négyzete 651 249, köbe 525 557 943, négyzetgyöke 28,40775, köbgyöke 9,31018, reciproka 0,0012392. A 807 egység sugarú kör kerülete 5070,53054 egység, területe 2 045 959,074 területegység; a 807 egység sugarú gömb térfogata 2 201 451 963,7 térfogategység.